# Gorse Hill (Wiltshire)
Gorse Hill – dzielnica miasta Swindon, w Anglii, w Wiltshire, w dystrykcie (unitary authority) Swindon. Leży 2,2 km od centrum miasta Swindon, 56 km od miasta Salisbury i 117,7 km od Londynu. W 2001 roku dzielnica liczyła 9008 mieszkańców.